# Зайков Кирило Сергійович
Кирило Сергійович Зайков (нар. 28 квітня 2001, Кривий Ріг, Україна) — український футболіст, центральний захисник долинського «Альянсу».

## Життєпис
Народився в Кривому Розі. Вихованець дніпропетровського футболу. У ДЮФЛУ з 2011 по 2019 рік виступав за дніпровські клуби ДЮСШ-2, «Дніпро» та «Дніпро-1». У другій половині сезону 2016/17 років дебютував в юнацькому чемпіонаті України за «Дніпро», у футболці якого провів 5 поєдинків. На початку липня 2019 року перейшов у «Дніпро-1», де протягом двох сезонів виступав за юнацьку та молодіжну команду «спортклубівців».
У середині липня 2021 року став гравцем «Альянсу». У футболці долинського клубу дебютував 17 жовтня 2021 року в програному (2:3) домашньому поєдинку 14-го туру Першої ліги України проти «Ужгорода». кирило вийшов на поле на 86-ій хвилині, замінивши Яна Осадчого.